# Evangelisches Gemeindehaus Pfeddersheim
Das Evangelische Gemeindehaus in Pfeddersheim, einem Stadtteil von Worms in Rheinland-Pfalz, geht auf die alte lutherische Kirche des Ortes zurück.

## Geschichte

### Lutherische Kirche
Pfeddersheim zählte seit dem 15. Jahrhundert zur Kurpfalz und teilt deren wechselhafte Kirchengeschichte. Nach verschiedenen Religionswechseln wurden in der ursprünglich reformierten Kurpfalz 1689 katholisches, reformiertes und lutherisches Bekenntnis nebeneinander geduldet. Im Jahr 1700 wurde daher auch in Pfeddersheim eine lutherische Kirchengemeinde gegründet. Da die zeitweilig genutzte Simultankirche nach der Kurpfälzischen Religionsdeklaration von 1705 auf die reformierte und die katholische Gemeinde aufgeteilt wurde, errichtete die lutherische Gemeinde 1714 eine eigene Kirche als schlichten Saalbau mit Dachreiter. 1822 schlossen sich die lutherischen und die reformierten Gemeinden Rheinhessens in einer unierten Kirche zusammen. Die Pfeddersheimer lutherische Gemeinde verweigerte sich zunächst der Vereinigung und hielt auch nach dem Zusammenschluss noch an eigenen Gottesdiensten in der eigenen Kirche fest. 1839 wurde der Dachreiter wegen Baufälligkeit abgerissen. Die Glocken der Kirche kamen in die Pfeddersheimer Simultankirche. 1840 wurden die lutherischen Gottesdienste wegen Baufälligkeit des gesamten Gebäudes schließlich eingestellt. Abgesehen von vereinzelter Nutzung für Gottesdienste der Deutschkatholiken blieb das Gebäude danach für über 20 Jahre ungenutzt. 1863 wurde die Einrichtung verkauft.

### Casino
1864 erwarb der evangelische Lehrer Kleinhanß das Gebäude und übertrug es wenige Jahre später dem Verein Bürgercasino, der im Gebäude eine Weinwirtschaft mit Veranstaltungssaal einrichtete. Der Saal wurde nicht nur von der Casinogesellschaft für Veranstaltungen genutzt, sondern diente auch als Theatersaal und Ausstellungsfläche. 1919 wurde der Kasinosaal kurzzeitig zur Einquartierung von Soldaten beschlagnahmt. In den frühen 1930er Jahren scheiterte die evangelische Kirchengemeinde mehrmals am Rückkauf des Gebäudes, zuletzt 1935, als man keine Auseinandersetzung mit der kirchenfeindlichen NSDAP riskieren wollte. Nach der Gleichschaltung des Casinovereins kam das Gebäude 1936 dann in den Besitz der Gemeinde Pfeddersheim.

### Wechselnde Nutzung ab 1938
Die Nationalsozialistische Volkswohlfahrt errichtete 1938 einen Kindergarten im Gebäude, der den bisherigen evangelischen Kindergarten des Ortes ersetzte. Das Gebäude wurde außerdem auch von den NS-Jugendorganisationen genutzt. Nach Ende des Zweiten Weltkriegs diente das Gebäude provisorischen Wohn- und Lagerzwecken. Es herrschten jedoch chaotische Verhältnisse, so dass es zu zahlreichen Diebstählen kam, die sich nicht nur auf im Gebäude gelagerte Gegenstände beschränkten. Selbst die einstmals angebaute Kegelbahn verschwand, ihre Mauersteine, Ziegel und Parkettbohlen waren willkommenes Baumaterial. 1947 sprach sich die Ortsverwaltung zunächst für einen Abriss des inzwischen ruinösen Gebäudes aus, erlaubte dann aber der Jugendgruppe Die Falken, der SPD und der Arbeiterwohlfahrt die Instandsetzung, um das danach Haus Freundschaft genannte Gebäude für Versammlungen nutzen zu können. Nachdem die drei Gruppen ab 1953 sukzessive andere Versammlungsräume beziehen konnten, stand das Gebäude ab 1966 wieder leer.

### Gemeindehaus seit 1973
Zum 1. Januar 1967 erwarb die evangelische Kirchengemeinde das Gebäude aus dem Besitz der Stadt. 1972/73 wurde das Gebäude in Eigenleistung der Kirchengemeinde renoviert und zum Gemeindehaus umgebaut. In den Jahren nach 2000 reifte der Plan, das Gemeindehaus um einen Anbau zu erweitern. Nach mehrjähriger Planungs- und Finanzierungsphase wurde der Anbau schließlich ab 2008 erbaut und im September 2010 eingeweiht.